# Hardheid (materiaalkunde)

Schematische weergave van de Vickers-hardheidstest in het geel het indruklichaam en in het blauw het test-substraat. Boven het zijaanzicht van de test. Onder het bovenaanzicht van het substraat met de indruk of indentatie na afloop van de test.

De hardheid van een materiaal is de weerstand die het materiaal biedt tegen permanente mechanische vervorming. De hardheid kan worden gemeten van zowel metalen, keramiek (steen) als kunststoffen. Deze meting wordt gedaan met een zogenaamde hardheidstest. Zolang het materiaal van het indruklichaam maar harder is dan het te analyseren materiaal.
Het begrip hardheid is van belang in de materiaalkunde, om de vereiste materiaaleigenschappen van materialen uit te drukken in waarden, waardoor een juiste materiaalkeuze kan worden gemaakt voor de toepassing (onder meer bouw- en constructie). Daarnaast wordt de hardheid gebruikt als een manier voor het karakteriseren van materialen.
Het hardste algemeen bekende mineraal is diamant. Met een indruklichaam van diamant kan in elk ander materiaal gekrast worden. Alleen ultrahard fulleriet en aggregated carbon nanorods zijn harder, met een geschatte hardheid van 1,17x tot 1,52x van die van diamant. Dat materiaal is echter slechts in microscopisch kleine hoeveelheden beschikbaar.

## Elastische en plastische vervorming
Als er met een voorwerp een (geringe) kracht wordt uitgeoefend op het oppervlak van een ander voorwerp, zullen beide voorwerpen in principe elastisch vervormen. Als de kracht wordt weggenomen, nemen de voorwerpen hun oorspronkelijke vorm weer in. Dit kan men goed waarnemen als men een rubberen balletje tegen een raam drukt, of als iemand op een schuimrubber matras gaat staan.
Op het contactoppervlak treedt een bepaalde druk op, die in het voorwerp een bepaalde schuifspanning veroorzaakt. Als deze schuifspanning een bepaalde grens overschrijdt, ontstaat er een permanente deuk of scheur. Dan spreekt men van plastische vervorming.
De druk waarbij lokaal een deukje of kras ontstaat, is kenmerkend voor de hardheid van een materiaal.

## Hardheidsbepaling
Er zijn drie verschillende meetprincipes om hardheid te meten:
- krasbestendigheid
- indrukweerstand
- terugslaghardheid of dynamische hardheid

### Indrukweerstand of indentatie
De indrukweerstand wordt vooral gebruikt in de constructieleer en de metallurgie. Het wordt gewoonlijk gemeten door een harde indruklichaam (piramide-, punt- of kogelvorming) met standaardafmetingen tegen een materiaal aan te drukken en vervolgens te meten hoe groot het deukje is, dat in het geteste materiaal is gevormd. 
Terwijl de meetpunt in het materiaal gedrukt wordt, neemt het contactoppervlak geleidelijk toe, waardoor de druk van de punt op het materiaal afneemt. Op dat moment dringt de punt niet verder in het materiaal door.
De meetmethode en analyse werden vastgelegd in een internationale standaard (ISO 14577).

### Terugslaghardheid of dynamische hardheid
Bij een terugslagmeting laat men vanaf een vastgelegde hoogte, bijvoorbeeld 25 cm, een klein gewichtje op het materiaal vallen.
Als het gewichtje omhoog stuitert, wordt gemeten hoe hoog het gewicht komt. Indien het gewichtje bijvoorbeeld terugstuitert tot 60% van de oorspronkelijke hoogte, is 40% van de toegevoerde energie bij het stuiteren verloren gegaan. Deze energie zal voor een belangrijk deel zijn gebruikt voor de plastische vervorming van het proefmateriaal.
Een voorbeeld van een instrument voor het bepalen van de terugslaghardheid is de Shore scleroscoop, uitgevonden door Albert F. Shore omstreeks 1907. De terugslaghardheid wordt ook absolute hardheid genoemd.

## Universele hardheidsschalen en -testen
De hardheidstest-methode werkt alleen, als het materiaal van de meetpunt harder is dan het te testen materiaal.
Er bestaan verschillende hardheidstesten voor de indrukhardheid. De testresultaten kunnen worden uitgedrukt in de materiaalhardheid aan de hand van verschillende hardheidsschalen. Voorbeelden van de hardheidsschalen en -testmethodes zijn:
| Naam                   | Afkorting | Eenheid                                  | Schaal of typische waarden | Test                  | Commentaar              |
| ---------------------- | --------- | ---------------------------------------- | -------------------------- | --------------------- | ----------------------- |
| Brinell                | HB        | {\displaystyle {N} \over {mm^{2}}}       | ~100-350                   | Brinell-hardheidtest  |                         |
| Rockwell               | HR, HRC   |                                          |                            | Rockwell-hardheidtest |                         |
| Vickers                | HV        | {\displaystyle {N} \over {mm^{2}}}       |                            | Vickers-hardheidtest  | Veel toegepast in de VS |
| Knoop                  | HK        |                                          | ~100-1000                  | microhardheidtest     |                         |
| Berkovich              | H         |                                          |                            | nano-indentatietest   |                         |
| Meyer                  | H         | {\displaystyle {kg} \over {mm^{2}}}, MPa |                            | Meyer-hardheidtest    |                         |
| Leeb terugslaghardheid |           |                                          |                            | Shore scleroscoop     |                         |

De hardheid die volgens een bepaalde methode wordt gemeten, kan niet eenvoudig worden omgerekend naar de meetwaarde voor een andere methode, omdat de omstandigheden waaronder de proeven worden gedaan verschillend zijn. Ook kunnen om die reden in het algemeen de hardheidsschalen niet in elkaar worden uitgedrukt.

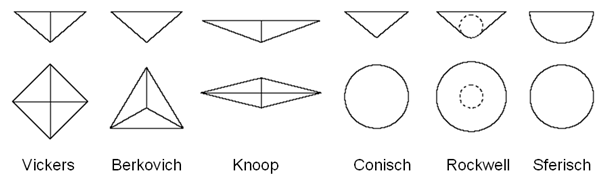
De verschillende vormen van indentatie na enkele verschillende manieren van hardheidstesten.

De verschillen tussen de drie belangrijkste testen zijn:
| Type                  | Brinell                                                       | Rockwell | Vickers |
| --------------------- | ------------------------------------------------------------- | --- | --- |
| Preparatie            | Het oppervlak van het teststuk moet niet veel bewerkt worden. | Goede voorbereiding van het oppervlak nodig; krassen op het werkstuk geven een te laag resultaat. | Zeer goede voorbereiding van het oppervlak nodig (men verkrijgt kleine indrukken, onregelmatigheden verstoren snel de metingen). |
| Locatie               | Werkplaats                                                    | Werkplaats | Laboratorium |
| Commentaar            | De eenvoudigste manier van de drie.                           | Eenvoudige en snelle manier, geschikt voor hoge hardheden (tot 400 Brinell); wordt vooral voor kleine stukken gebruikt. De spreiding op de resultaten is wel hoger dan de andere, en niet te verwaarlozen. | Geschikt voor dunne en zeer harde materialen.                                                                                    |
| Schematische weergave |                                                               | | |

## Materiaalspecifieke testen
| Naam                          | Schaal of typische waarden | Test              | Specifiek materiaal      |
| ----------------------------- | -------------------------- | ----------------- | ------------------------ |
| Barcol hardheidstest          |                            |                   | composieten              |
| Hardheidsschaal van Mohs      | 1-10                       | sclerometer       | mineralen en gesteenten  |
| Janka hardheidstest           |                            |                   | hout                     |
| Leeb terugslaghardheid        |                            | Shore scleroscoop |                          |
| Monnin-hardheidstest          |                            |                   | hout                     |
| Persoz-hardheidstest          |                            | Persoz-slinger    | oppervlaktebehandelingen |
| Shore durometer hardheidstest |                            |                   | polymeren                |

### Krasbestendigheid van mineralen
In de mineralogie wordt het begrip hardheid gebruikt om aan te geven in welke mate een materiaal andere, zachtere materialen kan penetreren. In zijn algemeenheid geldt dat een harder materiaal krassen kan maken op een zachter materiaal. Dit principe is door Friedrich Mohs gebruikt om een praktische bepalingsmethode voor hardheid te definiëren, de Hardheidsschaal van Mohs. Deze schaal definieert de hardheid van tien bekende mineralen. De hardheid van het hardst bekende materiaal, diamant, werd gesteld op 10; de hardheid van talk, werd gesteld op 1. De hardheid van een onbekend mineraal kan eenvoudig worden vastgesteld door uit te proberen met welke van die 10 bekende mineralen het bekrast kan worden.
Kwarts, het hoofdbestanddeel van zand, heeft in de hardheidsschaal van Mohs de hardheid 7. Mineralen met een grotere hardheid heten edelstenen;
sieraden van deze mineralen worden niet dof omdat stof en zand er geen krassen in maken.
Met een sclerometer meet men de druk die met een bepaalde scherpe punt moet worden uitgeoefend om een kras of deukje in een materiaal te maken. De punt van het indruklichaam van de sclerometer wordt van een zeer hard materiaal gemaakt, bijvoorbeeld diamant. Hiermee kan men een absolute waarde voor de hardheid bepalen.

## Hardheid van enkele materialen
| Materiaal        | Hardheid (ev. type hardheidstest) |
| ---------------- | --------------------------------- |
| koolstofstaal    | 86-388 (HR)                       |
| staallegering    | 149-627 (HR)                      |
| roestvast staal  | 137-595 (HR)                      |
| Kovar            | 68,0 (HR)                         |
| siliciumnitride  | 17,46 HV                          |
| aluminiumnitride | 12,20 HV                          |

#### Rangschikking hardheid van polymeren
| Materiaal                      | Materiaal |
| ------------------------------ | --------- |
| HDPE                           | zachtst   |
| Acrylonitril butadieen styreen |           |
| Polycarbonaat                  |           |
| Pet                            |           |
| Acryl                          |           |
| Nylon 6                        | hardst    |